# داریوس روسناک
داریوس روسناک (اسلواکی: Dárius Rusnák؛ زادهٔ ۲ دسامبر ۱۹۵۹) بازیکن هاکی روی یخ اهل چکسلواکی بود.